# Cocakolonisierung
Die Cocakolonisierung (auch  Cocacolonisierung; aus Coca Cola und Kolonisierung) bezeichnet bestimmte Aspekte der Globalisierung bzw. der kulturellen Kolonisierung.
Insbesondere stellt er dar:
- den Import westlicher (insbesondere amerikanischer) Güter sowie
- die Invasion westlicher, vor allem amerikanischer kultureller Werte in regionale Kulturen.[1]

Er wird weitgehend abwertend gebraucht, um die durch Verwestlichung und Amerikanisierung gezeichnete Globalisierung darzustellen.

## Kalter Krieg
Bezüglich der Rolle von Coca-Cola als Universalinstrument für die Propagierung des „American Way of Life“ im Kalten Krieg tätigte der Gelehrte Richard Kuisel folgende Aussage: „Möglicherweise wird kein Produkt so nachdrücklich mit den Vereinigten Staaten identifiziert … Coca Cola wurde rasch zum Weltgetränk.“ Die Gefahren der Cocakolonisierung wurden beschworen durch die französische Presse nach dem Zweiten Weltkrieg.